# Jean des Prés-Montpezat
Jean des Prés Montpezat  (mort le  30 octobre 1539), est un ecclésiastique qui fut  évêque de Montauban de 1516 à 1537.

## Biographie
Jean des Prés-Montpezat appartient à la famille de Montpezat-de-Quercy. Il est le 2e fils d'Antoine des Prés, seigneur de Montpezat, du Puy de la Roche et de Picqueros et de son épouse la dame de Cortade. Moine à l'abbaye de Moissac et doyen de la collégiale Saint-Martin de Montpezat-de-Quercy, il devient protonotaire apostolique et abbé de la Garde-Dieu en 1506. Nommé coadjuteur de l'évêque de Montauban Jean d'Auriolle, il lui succède en  1516 et est consacré en mars 1519. Il fait établir en 1521 des statuts synodaux pour son diocèse qui seront imprimés en 1526. En 1522 il sécularise le chapitre de chanoines de la cathédrale de Montauban. Malgré la confirmation par le pape Clément VII des privilèges accordés au chapitre de Saint-Étienne de Tescou-lès-Montauban  par Nicolas V et Pie II, il obtient un arrêt du parlement qui le soumet à sa juridiction épiscopale. Il résigne son siège en 1537 en faveur de son neveu Jean de Lettes, le fils de sa sœur Blanche de Montpezat. Il meurt évêque émérite de Montauban en 1539.

## Armoiries
D'or à trois bandes de gueules, au chef d'azur, chargé de trois étoiles d'or.

## Source
- Abbé Camille Daux, Histoire de l'Eglise du diocèse de Montauban,  Paris, 1881-1882.